# Wilhelm Hoff (Ingenieur)
Carl Theodor Wilhelm Hoff (* 7. Mai 1883 in Straßburg; † April 1945 in Berlin) war ein deutscher Luftfahrtpionier, Ingenieur und Hochschullehrer. Er wurde bekannt als Leiter der Deutschen Versuchsanstalt für Luftfahrt (DVL) und Herausgeber von Zeitschriften und Nachschlagewerken.

## Leben
Wilhelm Hoff kam am 7. Mai 1883 in Straßburg (Elsass) als Sohn des Kaufmanns Carl Ernst Friedrich (1847–n. 1921) und dessen Ehefrau Sophie Wilhelmine, geb. Becker, zur Welt. Er hatte eine ältere Schwester Luise (1882–1966).
Er besuchte von 1890 bis 1899 das Protestantische Gymnasium und danach bis 1902 die Oberrealschule in Straßburg. Im gleichen Jahr nahm er ein Studium an der Kaiser-Wilhelm-Universität Straßburg auf und meldete sich später als Einjährig-Freiwilliger beim Ober-Elsässischen Feldartillerie-Regiment 51 in Straßburg. Ein Maschinenbaustudium ab 1904 an der Königlich Technischen Hochschule Charlottenburg schloss er im März 1909 mit einem Diplom ab.
Hoff arbeitete ab April 1909 als Ingenieur bei der Motorluftschiff-Studiengesellschaft m.b.H (MStG) im Berliner Vorort Reinickendorf. Er konstruierte Prallluftschiffe und Flugzeuge, erhielt am 13. Dezember 1910 das „Flugmaschinenführer-Zeugnis“ Nr. 41 des Deutschen Luftfahrer-Verbandes nach Ausbildung auf einem Wright-Doppeldecker in Johannisthal und im folgenden Jahr den Freiballonführerschein. Professor von Parseval unterstützte er beim Bau seines Wasserflugzeugs.
1911 wurde er Assistent Professor Reissners an der Technischen Hochschule Aachen und führte Messungen an fliegenden Flugzeugen durch. Nach Promotion zum Dr.-Ing. mit dem Thema „Versuche an Doppeldeckern zur Bestimmung ihrer Eigengeschwindigkeit und Flugwinkel“ leite er ab 1. Januar 1913 die Flugzeugabteilung der neugegründeten DVL am Flugplatz Johannisthal bei Berlin.
Am 29. August 1913 heiratete er Erna Wegener, mit der er die Töchter Marie-Luise und Brigitte und die Söhne Carl und Hans hatte.
Während des Ersten Weltkriegs war er an der Westfront bei der Fliegertruppe eingesetzt. Später leitete er die Flugzeugmeisterei der Inspektion der Fliegertruppen (IdFlieg) in Adlershof, die mit der Musterprüfung aller Flugzeuge und Erarbeitung von Bauvorschriften befasst war. Nach Rückkehr zur DVL 1919 übernahm er ab 1. Januar 1920 bis 1936 deren Leitung.
Zu Pfingsten 1920 besichtigte er in Vorbereitung des für den August geplanten ersten Gleit- und Segelflugwettbewerbes gemeinsam mit den anderen Organisatoren das Gelände rund um die Wasserkuppe, das bereits Darmstädter Schüler um Hans Gutermuth ab 1912 für Gleitflugversuche genutzt hatten. Die ersten Jahre nach Wiederbelebung des „motorlosen Fluges“ war er Vorsitzender der Technischen Kommission (TeKo) der jährlichen Rhönwettbewerbe. Für seine Verdienste bei der Gründung und Unterstützung einer flugwissenschaftlichen Vereinigung an der TH Berlin wurde Hoff 1927 zum Ehrenmitglied der Akademischen Fliegergruppe Berlin ernannt und als außerordentliches Mitglied geführt.
Ab 1923 hatte er als beamteter außerordentlicher Professor den Lehrstuhl für Luftfahrtwesen der TH Berlin inne und wurde 1925 persönlicher ordentlicher Professor. Seit 1927 hielt er Vorlesungen zur Flugzeuggestaltung und begann 1936 mit den Vorbereitungen zur Schaffung eines Instituts für den Luftfahrtunterricht an der TH Berlin.
Er war Mitglied der Preußischen Akademie des Bauwesens und der Deutschen Akademie der Luftfahrtforschung. 2002 wurde ihm zu Ehren die Wilhelm-Hoff-Straße in Berlin-Adlershof benannt.

## Schriften (Auswahl)
- W. Hoff: Versuche an Doppeldeckern zur Bestimmung ihrer Eigengeschwindigkeit und Flugwinkel. Springer, Berlin / Heidelberg 1913, OCLC 863922633.
- W. Hoff: Die Entwicklung deutscher Heeresflugzeuge im Kriege. In: Zeitschrift d. Vereins dt. Ingenieure. Verlag d. Vereins dt. Ingenieure, Berlin 1920 (12 S.).
- W. Hoff: Die Festigkeit deutscher Flugzeuge. In: 36. Bericht d. Deutschen Versuchsanstalt f. Luftfahrt. R. Oldenbourg, München / Berlin 1922, S. 139–182.
- W. Hoff: Der Luftfahrtingenieur. Akad. Auskunftsamt Berlin in Verbindg. mit d. Amt f. Berufserziehung u. Betriebsführung in d. Dt. Arbeitsfront, 1939 (16 S.).